# 嫌「韓」第二幕 作られた韓流ブーム
嫌「韓」第二幕 作られた韓流ブーム（けんかんだいにまく つくられたかんりゅうブーム）とは2012年に出版された書籍の名称。レーベルは宝島SUGOI文庫。
2011年の発生したフジテレビ抗議デモはどうして発生し、これに参加する市民はどのような人で何を理由としてデモ活動に参加していたのかが述べられている。他には捏造であるとの説が存在する韓流ブームについて、捏造と主張する立場で誰が何を目的として捏造しているのか、またこのブームが出来上がるまでの過程も述べられている。